# 大保站

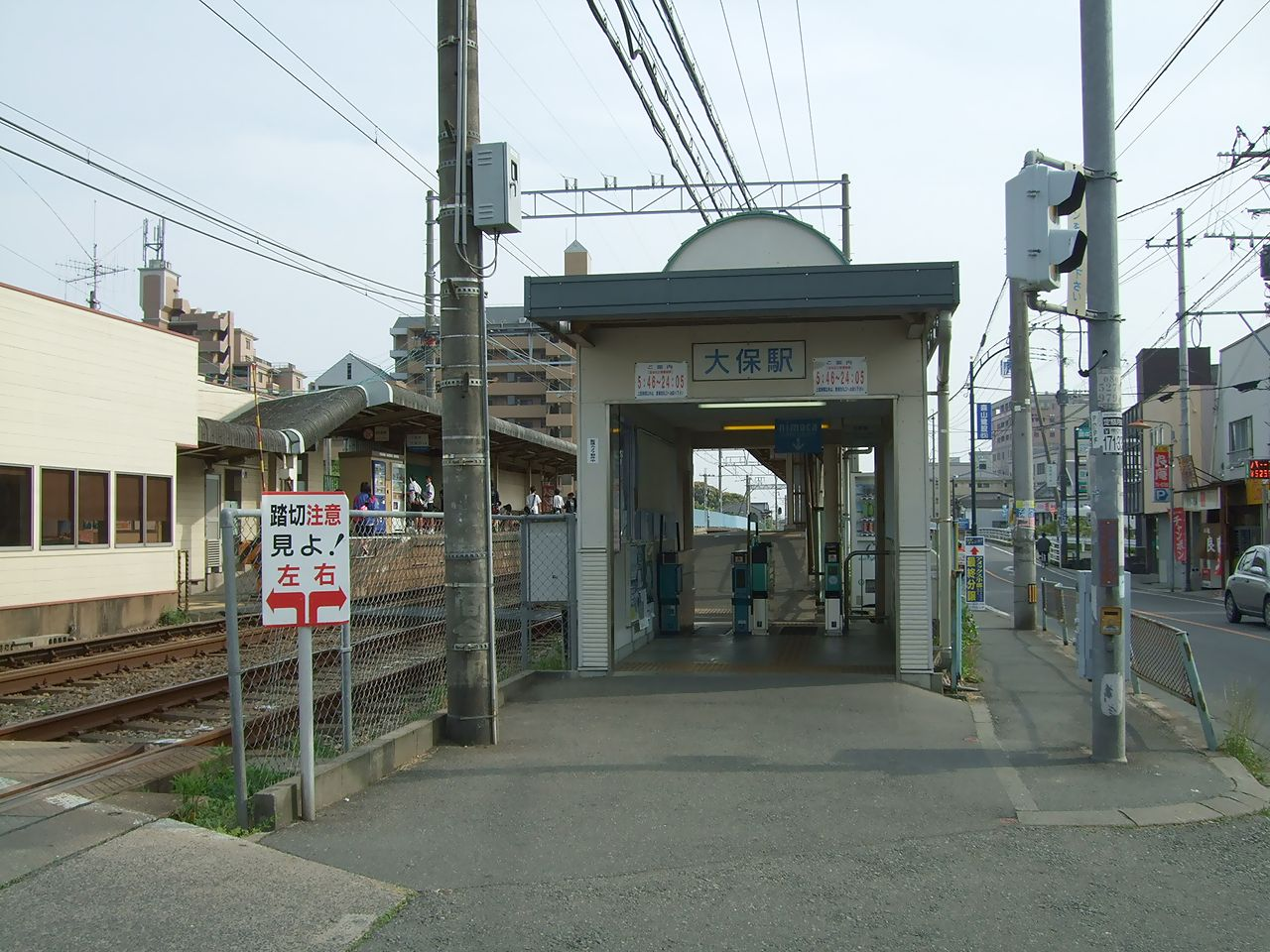
上行月台的閘口(2009年4月)

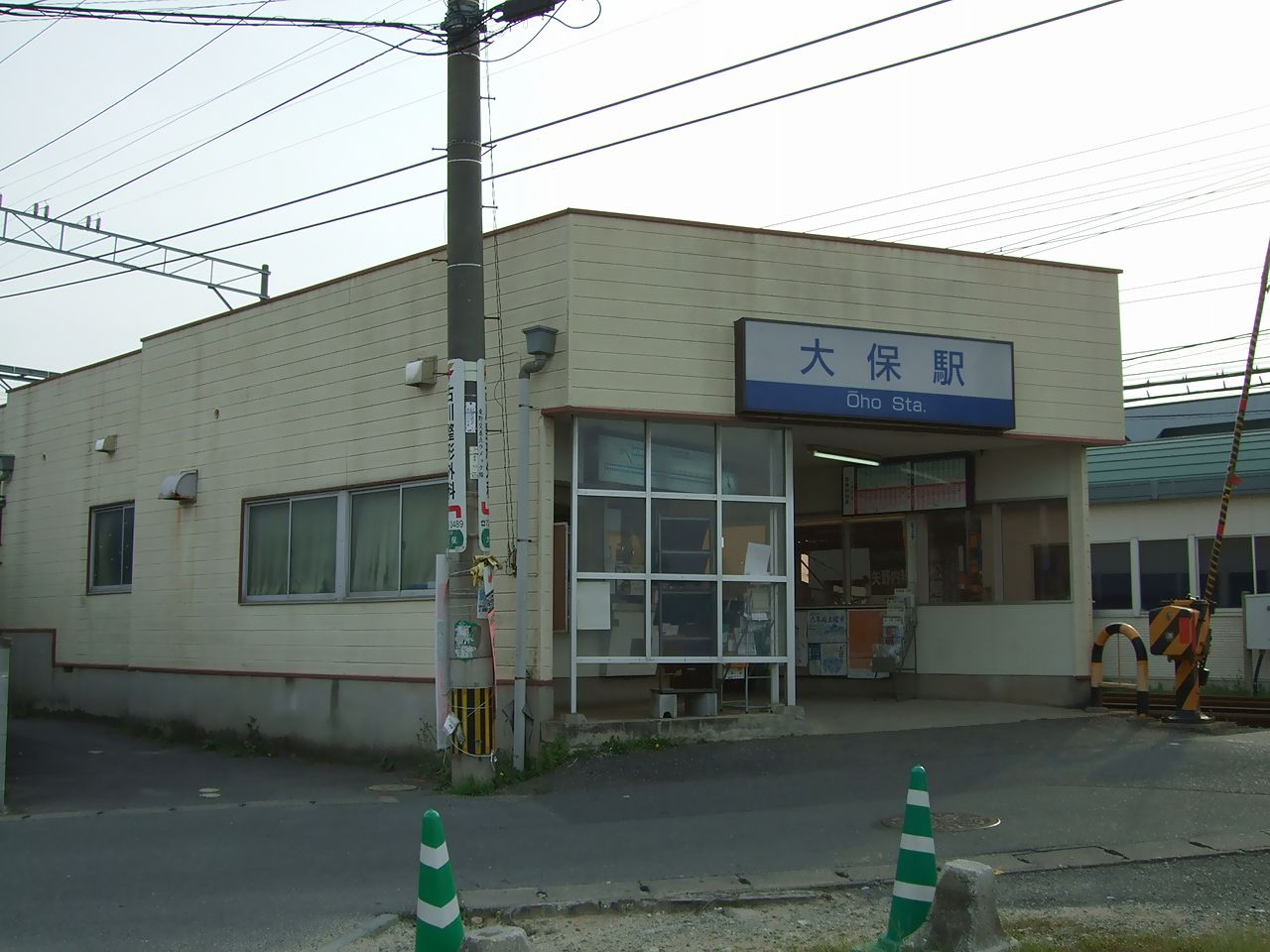
舊站房(2009年4月)

大保站（日语：／ Ōho eki */?）是位於福岡縣小郡市大保，西日本鐵道（西鐵）的天神大牟田線車站。車站編號為T21。

## 歷史
- 1924年（大正13年）4月12日 - 車站大樓。
- 1999年（平成11年） - 開設西出口。
- 2008年（平成20年）5月18日 - 此站開始可以使用IC卡nimoca。
- 2017年（平成29年）2月1日 - 此站引入車站編號[1]。

## 車站構造
本站是地面車站，設有2面2線的相對式月台。此站是有人車站。下行月台側設有車站大樓，車站大樓於2017年重建。下行月台和上行月台之間設有站內平交道連接。上行月台側設有兩座自動閘機。下行月台側設有一座自動閘機和一座自動售票機。

### 月台
| 月台 | 路線          | 上下行 | 方向                     | 備註 |
| ---- | ------------- | ------ | ------------------------ | ---- |
| 1    | ■天神大牟田線 | 下行   | 久留米、柳川、大牟田方向 |      |
| 2    | ■天神大牟田線 | 上行   | 二日市、福岡（天神）方向 |      |

## 使用狀況
在2019年度，1日平均上下車人次為2,748人。
以下為各年度1日平均上下車人次列表。
| 年度   | 1日平均 上下車人次 |
| ------ | ------------------ |
| 2000年 | 3,022              |
| 2001年 | 2,923              |
| 2002年 | 2,864              |
| 2003年 | 2,822              |
| 2004年 | 2,843              |
| 2005年 | 2,838              |
| 2006年 | 2,893              |
| 2007年 | 2,939              |
| 2008年 | 2,705              |
| 2009年 | 2,649              |
| 2010年 | 2,683              |
| 2011年 | 2,748              |
| 2012年 | 2,727              |
| 2013年 | 2,915              |
| 2014年 | 2,837              |
| 2015年 | 2,847              |
| 2016年 | 2,785              |
| 2017年 | 2,827              |
| 2018年 | 2,787              |
| 2019年 | 2,748              |

## 車站周邊

### 下行月台一方
- 小郡市運動公園（小郡市棒球場（日语：小郡市野球場）等）
- 小郡市陸上競技場（日语：小郡市陸上競技場）
- AEON小郡購物中心（日语：イオン小郡ショッピングセンター）
- 寶滿川（日语：宝満川）
- 大原小學

### 上行月台一方
- 九州情報大學（日语：九州情報大学）小郡校園
- 平岡調理専門學校
- 小郡大保郵局
- 本間醫院 - 乘車約5分鐘
- 小郡市立大原中學（日语：小郡市立大原中学校）
- 西原內科
- 丸共（日语：マルキョウ）
- DIREX
- 陸上自衛隊小郡駐屯地（日语：小郡駐屯地）
- GEO
- 筑紫修學館（日语：筑紫修学館）小郡大保校

## 相鄰車站
西日本鐵道
■天神大牟田線
■特急、■急行
通過
■普通、急行（筑紫起變成急行班次）
三澤（T20）－大保（T21）－西鐵小郡（T22）

## 注腳
1. ↑   (PDF). 西日本鐵道. 2017-01-24  [2017年3月20日]. （原始内容存档 (PDF)于2020-07-28） （日语）.
2. ↑  . 西日本鉄道株式会社.   [2021-01-14]. （原始内容存档于2021-01-29） （日语）.
3. ↑  小郡市資料盒 （交通・通信） 西日本鐵道各站的上下車人次變化

## 外部連結
- 大保站（西鐵沿線web） （页面存档备份，存于）（日語）